# Élections constituantes de 1945 dans l'Aveyron
Les élections constituantes françaises de 1945 se déroulent le 21 octobre.

## Mode de scrutin
Les députés sont élus selon le système de représentation proportionnelle suivant la règle de la plus forte moyenne dans le département, sans panachage ni vote préférentiel. 
Il y a 586 sièges à pourvoir.
Dans le département des l'Aveyron, quatre députés sont à élire.

## Élus
Les quatre députés élus sont : 
| Identité       | Parti | Parti |
| -------------- | ----- | ----- |
| Joseph Bastide |       | FR    |
| Paul Ramadier  |       | SFIO  |
| Jean Solinhac  |       | MRP   |
| Guy de Boysson |       | PCF   |

## Résultats

### Résultats à l'échelle du département
| Liste (parti)  | Liste (parti)                                    | Tête de liste  | Résultats | Résultats | Sièges | Sièges |
| Liste (parti)  | Liste (parti)                                    | Tête de liste  | Voix      | %         |        |        |
| -------------- | ------------------------------------------------ | -------------- | --------- | --------- | ------ | ------ |
|                | Fédération républicaine                          | Joseph Bastide | 52 505    | 33,28     | 1      |        |
|                | Section française de l'Internationale ouvrière   | Paul Ramadier  | 32 759    | 20,77     | 1      |        |
|                | Mouvement républicain populaire                  | Jean Solinhac  | 31 384    | 19,89     | 1      |        |
|                | Parti communiste français                        | Guy de Boysson | 27 031    | 17,13     | 1      |        |
|                | Parti républicain, radical et radical-socialiste | Émile Borel    | 14 099    | 8,94      | -      |        |
|                |                                                  |                |           |           |        |        |
| Inscrits       | Inscrits                                         | Inscrits       | 205 154   | 100,00    | 4      |        |
| Votants        | Votants                                          | Votants        | 161 802   | 78,87     |        |        |
| Blancs et nuls | Blancs et nuls                                   | Blancs et nuls | 4 042     | 2,50      |        |        |
| Exprimés       | Exprimés                                         | Exprimés       | 15 760    | 97,50     |        |        |